# Abdul Motaleb Malik
Abdul Motaleb Malik (* im Dezember 1905 im Distrikt Kushtia, Bangladesch; † 1977) war ein pakistanischer Diplomat und Politiker.

## Leben
Malik studierte an der Visva-Bharati University und an der Universität Wien. Er wurde 1936 Mitglied der Muslimliga und Sekretär der Bengal Muslim League Parliamentary Party. Von 1937 bis 1947 war er in der Gewerkschaftsbewegung in Britisch-Indien aktiv. Von 1950 bis Juli 1955 war er in der Regierung von Ghulam Muhammad Minister für öffentliche Arbeiten, Arbeit und Gesundheit. Von 28. Juli 1956 bis 28. Oktober 1958 war er Botschafter in Bern und gleichzeitig bei den Regierungen von Julius Raab in Wien und Josip Broz Tito in Belgrad akkreditiert sowie zum Botschafter beim Heiligen Stuhl ernannt.
Von 1958 bis 1961 war Malik Botschafter in Peking und von 1961 bis 1965 bei Eulogio A. Rodriguez, Sr. und Ferdinand Marcos in Manila. Als High Commissioner in Canberra und in Wellington war er von 1965 bis 1966 tätig. Von August 1969 bis Februar 1971 war er Minister for Health, Labour, Works and Social Welfare.
Während des Bangladesch-Krieges war er von 3. September 1971 bis 3. Dezember 1971 Gouverneur von Ostpakistan, in seiner Amtszeit fand ein Teil der Morde an bengalischen Intellektuellen statt. Am 20. November 1972 wurde er wegen des Krieges zu lebenslanger Haft verurteilt.